# 하라 나노카
하라 나노카(原 菜乃華, 2003년 8월 26일 ~ )는 일본의 배우이다.